# Tullgrenius compactus
Tullgrenius compactus es una especie de arácnido del orden Pseudoscorpionida de la familia Atemnidae.

## Distribución geográfica
Se encuentra en Camboya.